# Star Defender 2
Star Defender 2 (рус. «Звездный защитник 2») — компьютерная казуальная игра в жанре аркады, разработанная компанией Awem Studio.

## Игровой процесс
В начале XXIII века биомеханическая инопланетная раса Инсектус одним мощным ударом уничтожили военно-космические силы Земли. Игроку предстоит победить всех инопланетян на протяжении многих уровней, в конце каждой миссии нужно сразиться с боссом. Крейсер, которым управляет игрок, способен улучшать свои характеристики прямо во время боя, собирая оружие и бонусы.
В игре существует 30 типов врагов и 17 видов бонусов.